# Anisacanthus
Anisacanthus Nees, segundo o Sistema APG II, é um gênero botânico da família Acanthaceae.

## Espécies
| - Anisacanthus abditus Brandegee - Anisacanthus andersonii T.F.Daniel – Big desert honeysuckle, limita - Anisacanthus boliviensis Nees - Anisacanthus brasiliensis Lindau - Anisacanthus caduciflorus (Griseb.) Ariza - Anisacanthus caducifolius Lindau - Anisacanthus glaberrimus M.E.Jones - Anisacanthus gonzalezii Greenm. - Anisacanthus grace-woodiae Hammel & McDade, sp. nov. - Anisacanthus greggii A.Gray - Anisacanthus insignos A.Gray - Anisacanthus juncea Hemsl. - Anisacanthus linearis (S.H.Hagen) Henrickson & E.J.Lott – Narrowleaf desert honeysuckle, dwarf anisacanthus - Anisacanthus malmei Lindau | - Anisacanthus nicaraguensis L.H. Durkee - Anisacanthus ochoterenae Miranda - Anisacanthus pohlii Lindau - Anisacanthus puberulus (Torr.) Henrickson & E.J.Lott – Dwarf desert honeysuckle, pinky anisacanthus - Anisacanthus pumilus Nees - Anisacanthus quadrifidus (Vahl) Nees – Wright's desert honeysuckle, flame anisacanthus - Anisacanthus ramosissimus (Moric.) V.M.Baum - Anisacanthus ruber Lindau - Anisacanthus secundus Leonard - Anisacanthus stramineus Barneby - Anisacanthus tetracaulis Leonard - Anisacanthus thurberi (Torr.) A.Gray – Thurber's desert honeysuckle - Anisacanthus trilobus Lindau - Anisacanthus tulensis Greenm. - Anisacanthus virgularis Nees |